# Спящая царевна (картина)
«Спящая царевна» — картина Виктора Васнецова на сказочную тему, написанная в 1926 году.

## Создание и судьба картины
«Спящая царевна» стала частью цикла «Поэма семи сказок», задуманного Васнецовым в 1880-х — 1890-х годах. Материал для неё художник почерпнул из сказки Шарля Перро и «Сказки о мёртвой царевне и семи богатырях» Александра Пушкина. На картине изображена прекрасная царевна, которая спит, свесив левую руку, а вокруг застыли в разных позах слуги. На переднем плане — девочка, которая спит прямо на огромной «Голубиной книге» (здесь виден символизм, объединяющий сказочный сюжет с христианско-философским). В числе персонажей картины гусляр, шут и медведь со своим хозяином, так как по сюжету сказки волшебный сон победил царевну накануне свадьбы.
Картина была закончена в 1926 году и была высоко оценена современниками. «Так она неожиданна, поэтична, так в ней умён художник», — писал, в частности, Михаил Нестеров.
«Спящая царевна» хранится в Доме-музее Васнецова в Москве.